# Afroptilum
Afroptilum is een geslacht van haften (Ephemeroptera) uit de familie Baetidae.

## Soorten
Het geslacht Afroptilum omvat de volgende soorten:
- Afroptilum biarcuatum
- Afroptilum bicorne
- Afroptilum boettgeri
- Afroptilum confusum
- Afroptilum dicentrum
- Afroptilum gilberti
- Afroptilum lepidum
- Afroptilum mathildae
- Afroptilum parvum
- Afroptilum sudafricanum